# Karlheinz Brandenburg

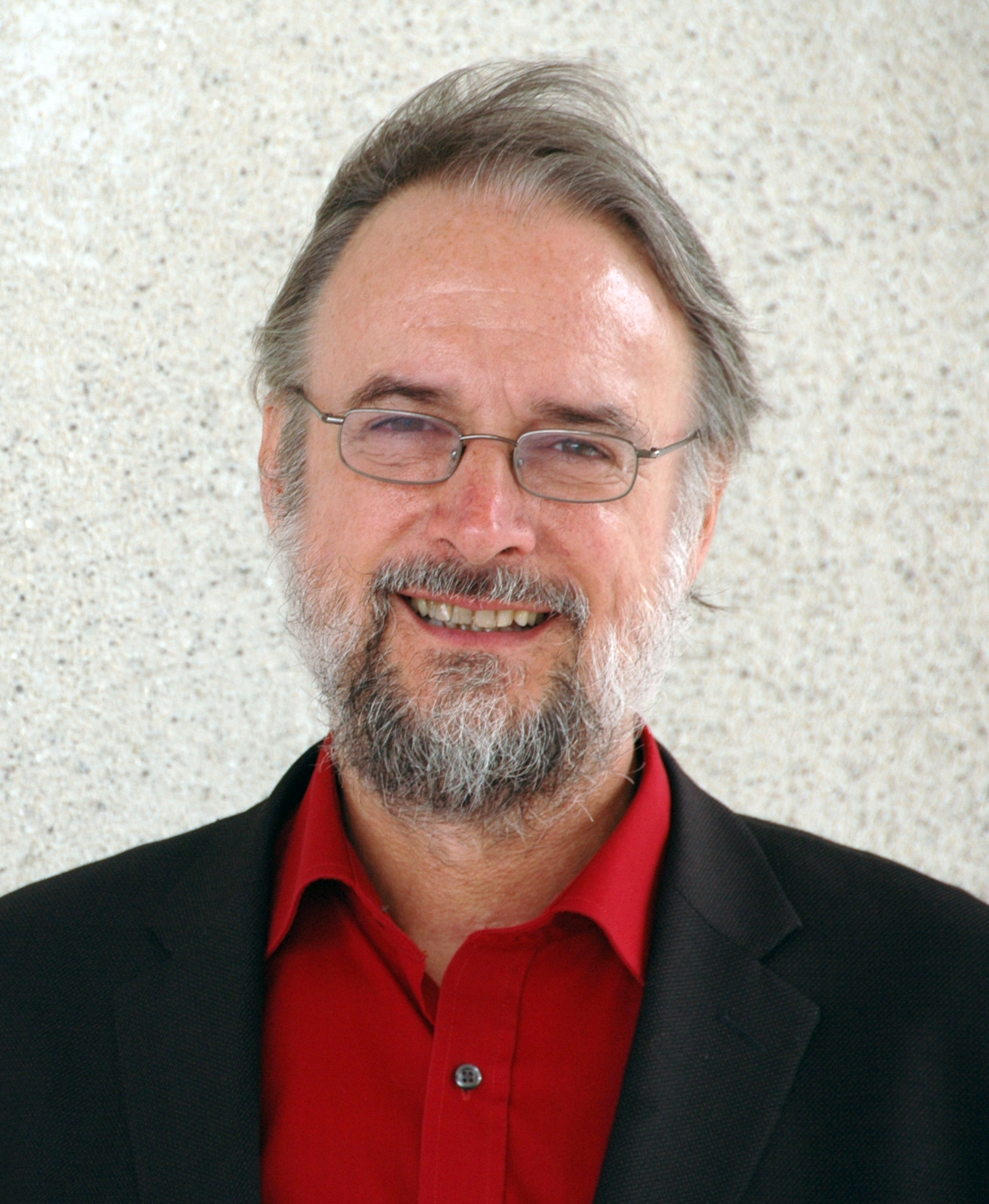
Karlheinz Brandenburg in mei 2010.

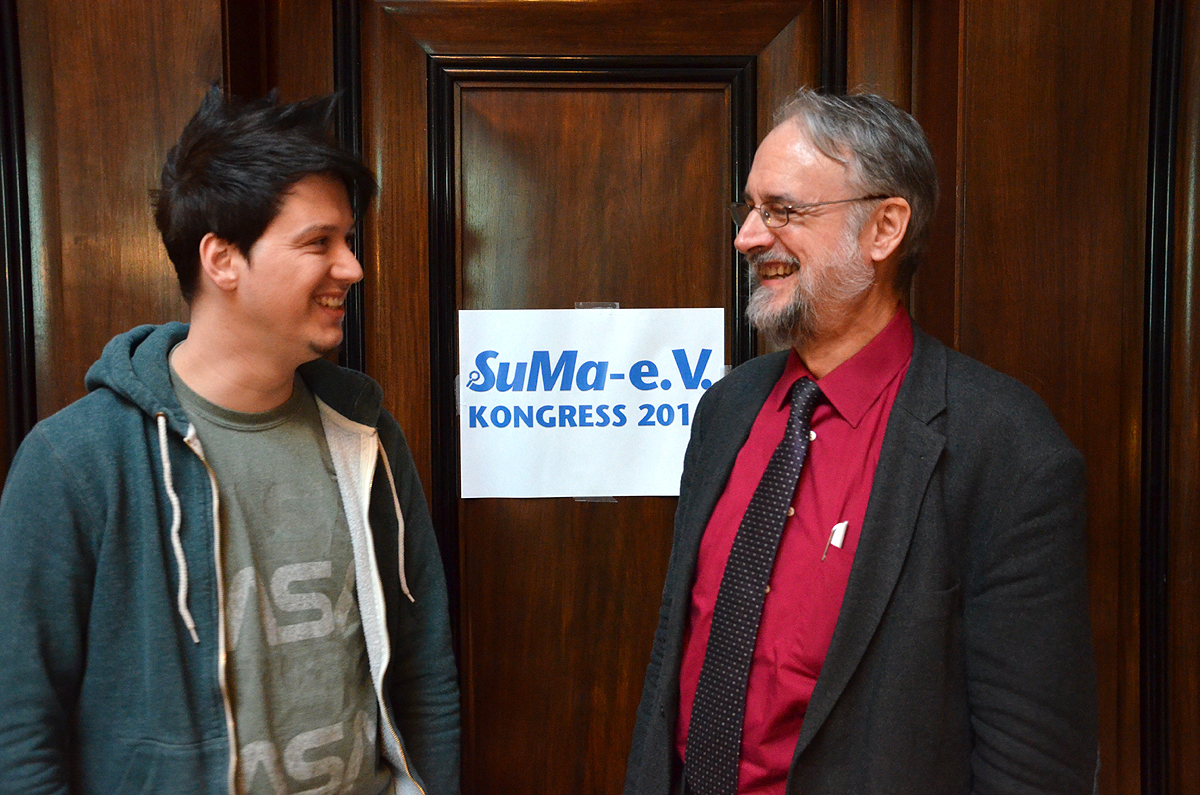
Brandenburg (rechts) en striptekenaar manniac in 2014 op SUMA-congres & Award „Wege aus der Überwachungskatastrophe“ in het Nieuwe Stadhuis van Hannover.

Karlheinz Brandenburg (Erlangen, 20 juni 1954) is een Duitse elektrotechnicus en wiskundige. Samen met Gerhard Stoll (IRT, Duitsland), Yves-François Dehery (CCETT, Frankrijk), Leon van de Kerkhof (Philips, Nederland) en James Johnston (AT&T, VS) ontwikkelde hij de wijdverbreide audiocompressie MPEG-1 Layer 3, beter bekend als mp3. Daarnaast is hij bekend om zijn grondleggende werk op het vlak van audiocodering, perceptiemeting, de golfveldsynthese en de psychoakoestiek. Brandenburg ontving voor zijn werkzaamheden talrijke nationale en internationale onderzoeksprijzen, onderscheidingen en vereringen. Sinds 2000 bekleedt hij de leerstoel voor elektronische mediatechniek aan de Technische Universiteit Ilmenau. Hij was essentieel bij de oprichting van het Fraunhofer-Institut für Digitale Medientechnologie, waarvan hij de directeur is.

## Leven
Na zijn Abitur in 1973 begon Brandenburg zijn studie elektrotechniek en wiskunde aan de Friedrich-Alexander-Universität Erlangen-Nürnberg en behaalde zijn diploma in 1980 (elektrotechniek) en in 1982 (wiskunde). Daarna werd hij wetenschappelijk medewerker bij de leerstoel technische elektronica en promoveerde in 1989. In zijn proefschrift beschreef hij technieken die de grondslagen werden voor veel moderne audiocoderings- respectievelijk audiocompressieprocessen. Van 1989 tot 1990 was hij Postdoctoral member of technical staff bij de AT&T Bell Laboratories (VS). In Erlangen was hij tot 1993 actief bij de Academische Raad en daarna tot 1999 als afdelingsleider aan het Fraunhofer-Institut für Integrierte Schaltungen. In het jaar 2000 wisselde Karlheinz Brandenburg naar Ilmenau en werd bekleder van de leerstoel elektronische mediatechniek van het Instituts für Medientechnik aan de Technische Universiteit Ilmenau. In mei 2000 werd hij tot directeur van de Fraunhofer-Arbeitsgruppe für Elektronische Medientechnologie AEMT in Ilmenau benoemd. Het voormalige filiaal van het Instituts für Integrierte Schaltungen plaatste professor Brandenburg op 1 januari 2004 over naar het zelfstandige Fraunhofer-Institut für Digitale Medientechnologie IDMT.
Karlheinz Brandenburg is lid van verscheidene internationale standaardiseringscomités, Fellow of IEEE en Fellow of Audio Engineering Society (AES) alsmede ordentelijk lid van de Sächsische Akademie der Wissenschaften. Tegenwoordig bezit Brandenburg meer dan 100 patenten. Hij is auteur van talrijke wetenschappelijke bijdragen. Samen met Mark Kahrs (Rutgers-universiteit) publiceerde hij de vakband „Applications of Digital Signal Processing to Audio and Acoustics“.
Brandenburg werd voor zijn onderzoekswerk met talrijke prijzen onderscheiden. In 2000 ontving hij samen met zijn collega's Harald Popp en Bernhard Grill de Duitse Toekomstprijs. Sinds mei 2004 vult de IEEE Masaru Ibuka Consumer Electronics Award voor wetenschappelijke verdiensten op het gebied van digitale audiocodering de rij van zijn onderscheidingen aan. In december 2006 werd hem het Kruis van verdienste aan Lint van de Orde van Verdienste van de Bondsrepubliek Duitsland verleend.
Daarenboven heeft de International Electrotechnical Commission (IEC) hem verkozen tot een van de 120 belangrijkste innovatiedenkers van de elektrotechniek aller tijden en hem in de „Hall of Fame“ van de invloedrijkste persoonlijkheden van hun gilde opgenomen. In maart 2007 waardeerde de Amerikaanse Consumer Electronics Association (CEA) professor Karlheinz Brandenburg samen met de professoren Dieter Seitzer en Heinz Gerhäuser voor de ontwikkeling en verspreiding van het mp3-formaat en nam hen als plaatsvervanger van het gehele Fraunhofer-ontwikkelaarsteam op in de „CE Hall of Fame“.
In 2004 stichtte het Institut de Fraunhofer-spin-off IOSONO GmbH in Ilmenau, die zich heeft gespecialiseerd in driedimensionaal geluid en golfveldsynthese en producten voor bioscopen, geluidsstudio's en meer.
Brandenburg is bestuursvoorzitter van de vereniging Suma e.V. die zich inzet voor vrije kennistoegang en de zoekmachine MetaGer beheert.

## Onderscheidingen
- 1990: Promotieprijs van de Technische Faculteit, Universität Erlangen-Nürnberg
- 1994: Benoeming tot "Fellow" (Fellowship Award) van de Audio Engineering Society (AES)
- 1996: Innovatieprijs: erkenning van de Beierse Staatsregering
- 1998: Audio Engineering Society: Silver Medal voor "continued contributions and leadership in the art and science of perceptual audio coding"
- 2000: Audio Engineering Society: Board of Governor Award
- Oktober 2000: Verlening van de Duitse Toekomstprijs door de Duitse bondspresident voor de ontwikkeling van het mp3-formaat aan Karlheinz Brandenburg, Harald Popp en Bernhard Grill
- 2000: Consumer Electronics Society, IEEE: Engineering Excellence Award, Region 10
- 13 december 2001: Deutscher Internet Award NEO voor de essentiële ontwikkeling, standaardisering en succesvolle vermarkting van het gegevensformaat MPEG Layer-3 (mp3)
- 2002: ISO/IEC 13818-7: 1997-Award / Information Technology – Generic coding of moving pictures and associated audio information – Part 7: Advanced Audio Coding (AAC), samen met Bernhard Grill, Jürgen Herre, Ralph Sperschneider ISO/IEC Certificate of Appreciation (Project Editor in the development of International Standard) for works on MPEG-2 AAC
- 2003: Audio Engineering Society: Publications Award' for the best paper of the year 2000/2001; „PEAQ – the ITU Standard for the Objective Measurement of Perceived Audio Quality, samen met John G. Beerends, Roland Bitto, Catherine Colomes, Bernhard Feiten, Michael Keyhl, Christian Schmidmer, Thomas Sporer, Gerhard Stoll, Thilo Thiede, William C. Treurniet
- 2004: 
  - SPUTNIK Innovator Award: verering voor visionairen van de digitale ombouw van de entertainmentbranche
  - Thüringer Forschungspreis 2003 in de categorie "toegepast onderzoek", samen met Dr. Sandra Brix en Dr. Thomas Sporer
  - IEEE Masaru Ibuka Consumer Electronics Award "for major contributions to digital audio source coding"
- 2006: 
  - Door de International Electrotechnical Commission (IEC) in de „Hall of Fame“[1] als een van de 123 personen opgenomen die tot de geschiedenis van de elektrotechniek de belangrijkste bijdragen tot de verdere ontwikkeling van deze wetenschap worden gerekend.
  - 18 december 2006: Kruis van verdienste aan Lint van de Orde van Verdienste van de Bondsrepubliek Duitsland
- 20 oktober 2008: eredoctoraat van de Universiteit Koblenz-Landau
- 2009: eredoctoraat van de Leuphana Universiteit Lüneburg

## Suzanne Vega als "moeder van mp3"
Het team rond Brandenburg voerde de eerste praktijktests uit met de A capella-versie van het liedje Tom's Diner van Suzanne Vega. Brandenburg hoorde het liedje toevallig en vond het stuk meteen een geschikte uitdaging voor een audiodatacompressie. Tom's Diner, een nummer over een klein restaurant in New York, werd daarmee het eerste liedje ter wereld in mp3-formaat. Sindsdien geldt Suzanne Vega als "moeder van mp3" ("mother of mp3").

## Werk
- Ein Beitrag zu den Verfahren und der Qualitätsbeurteilung für hochwertige Musikcodierung. Proefschrift aan de Friedrich-Alexander-Universität Erlangen-Nürnberg 1989.